# إميلي موبيرج
اميلي موبيرج (بالنرويجية: Emilie Moberg) هو دراج نرويجي سابق. سبق أن شارك في دورة الألعاب الأولمبية الصيفية.

## روابط خارجية
- إميلي موبيرج على موقع الاتحاد الدولي للدراجات (الإنجليزية)
- إميلي موبيرج على موقع أرشيف الدراجات (الإنجليزية)
- إميلي موبيرج على موقع إحصائيات الدراجات الإحترافية (الإنجليزية)
- إميلي موبيرج على موقع نسبة الدراجات (الإنجليزية)
- إميلي موبيرج على موقع أوليمبيديا (الإنجليزية)